# Prix Wolf en art

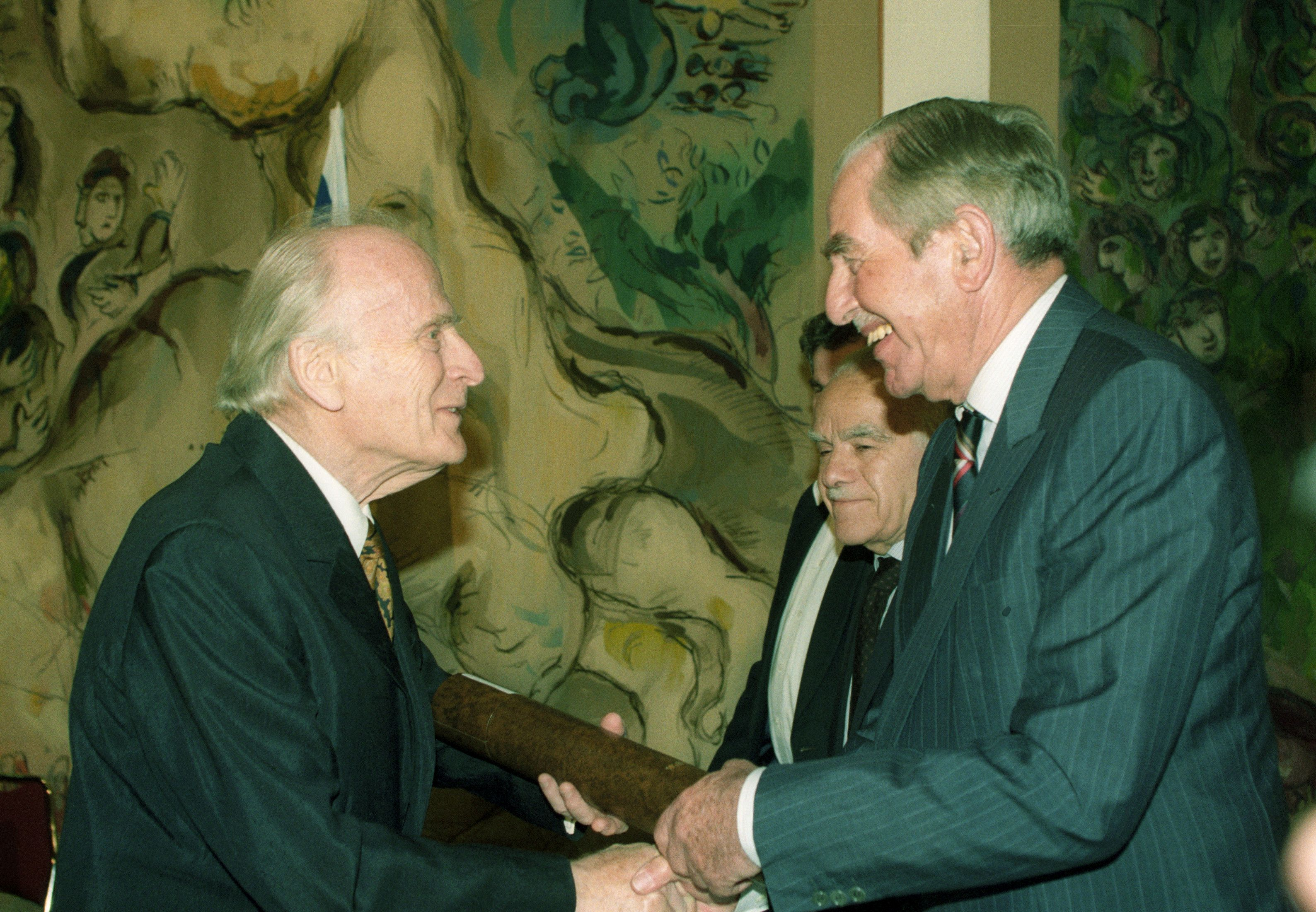
Yehudi Menuhin reçoit le prix Wolf des mains du président Haim Herzog (1991)

Le prix Wolf en art est remis chaque année par la fondation Wolf. C'est l'un des six prix Wolf établis par la fondation et accordé depuis 1978 ; les autres prix concernent l'agriculture, la chimie, les mathématiques, la médecine et la physique. Ce prix tourne chaque année entre la peinture, la musique, l'architecture et la sculpture.

## Liste des lauréats
Depuis l'origine, sont lauréats :
| Année  | Domaine              | Lauréat(s)                                          | Pays                                     |
| ------ | -------------------- | --------------------------------------------------- | ---------------------------------------- |
| 1981   | Peinture             | Marc Chagall Antoni Tapies                          | Russie / France Espagne                  |
| 1982   | Musique              | Vladimir Horowitz Olivier Messiaen Josef Tal        | Russie / États-Unis France Israël        |
| 1983/4 | Architecture         | Ralph Erskine                                       | Royaume-Uni / Suède                      |
| 1984/5 | Sculpture            | Eduardo Chillida                                    | Espagne                                  |
| 1986   | Peinture             | Jasper Johns                                        | États-Unis                               |
| 1987   | Musique              | Isaac Stern Krzysztof Penderecki                    | États-Unis Pologne                       |
| 1988   | Architecture         | Fumihiko Maki Giancarlo De Carlo                    | Japon Italie                             |
| 1989   | Sculpture            | Claes Oldenburg                                     | Suède / États-Unis                       |
| 1990   | Peinture             | Anselm Kiefer                                       | Allemagne                                |
| 1991   | Musique              | Yehudi Menuhin Luciano Berio                        | États-Unis / Royaume-Uni Italie          |
| 1992   | Architecture         | Frank Gehry Jørn Utzon Denys Lasdun                 | Canada / États-Unis Danemark Royaume-Uni |
| 1993   | Sculpture            | Bruce Nauman                                        | États-Unis                               |
| 1994/5 | Peinture             | Gerhard Richter                                     | Allemagne                                |
| 1995/6 | Musique              | Zubin Mehta György Ligeti                           | Inde Hongrie / Autriche                  |
| 1996/7 | Architecture         | Frei Otto Aldo van Eyck                             | Allemagne Pays-Bas                       |
| 1998   | Sculpture            | James Turrell                                       | États-Unis                               |
| 1999   | Peinture             | non décerné                                         |                                          |
| 2000   | Musique              | Pierre Boulez Riccardo Muti                         | France Italie                            |
| 2001   | Architecture         | Álvaro Siza                                         | Portugal                                 |
| 2002   | Sculpture            | non décerné                                         |                                          |
| 2002/3 | Peinture             | Louise Bourgeois                                    | France / États-Unis                      |
| 2004   | Musique              | Mstislav Rostropovich Daniel Barenboim              | Russie Argentine / Israël                |
| 2005   | Architecture         | Jean Nouvel                                         | France                                   |
| 2006   | Sculpture            | non décerné                                         |                                          |
| 2006/7 | Peinture             | Michelangelo Pistoletto                             | Italie                                   |
| 2008   | Musique              | Giya Kancheli Claudio Abbado                        | Géorgie Italie                           |
| 2010   | Architecture         | David Chipperfield Peter Eisenman                   | Royaume-Uni États-Unis                   |
| 2011   | Peinture / Sculpture | Rosemarie Trockel                                   | Allemagne                                |
| 2012   | Musique              | Plácido Domingo Simon Rattle                        | Espagne Royaume-Uni                      |
| 2013   | Architecture         | Eduardo Souto de Moura                              | Portugal                                 |
| 2014   | Peinture             | Olafur Eliasson                                     | Danemark                                 |
| 2015   | Musique              | Jessye Norman Murray Perahia                        | États-Unis Israël / États-Unis           |
| 2016   | Architecture         | Phyllis Lambert                                     | Canada                                   |
| 2017   | Peinture / Sculpture | Laurie Anderson Lawrence Weiner                     | États-Unis                               |
| 2018   | Musique              | Ádám Fischer Paul McCartney                         | Hongrie Royaume-Uni                      |
| 2019   | Architecture         | Moshe Safdie                                        | Canada                                   |
| 2020   | Peinture/ Sculpture  | Cindy Sherman                                       | États-Unis                               |
| 2021   | Musique              | Stevie Wonder Olga Neuwirth                         | États-Unis Autriche                      |
| 2022   | Architecture         | Elizabeth Diller Momoyo Kaijima Yoshiharu Tsukamoto | États-Unis Japon                         |
| 2023   | Sculpture            | Fujiko Nakaya Richard Long                          | Japon Royaume-Uni                        |
| 2024   | Musique              | György Kurtág                                       | Hongrie                                  |
| 2025   | Architecture         | Xu Tiantian (en)                                    | Chine                                    |